# Zakernîcine, Rojneativ
Zakernîcine (în ucraineană Закерничне) este un sat în așezarea urbană Perehinske din raionul Rojneativ, regiunea Ivano-Frankivsk, Ucraina.

## Demografie
Componența lingvistică a localității Zakernîcine
     Ucraineană (99,66%)
     Alte limbi (0,34%)
Conform recensământului din 2001, majoritatea populației localității Zakernîcine era vorbitoare de ucraineană (99,66%), existând în minoritate și vorbitori de alte limbi.